# Мост I-35W через Миссисипи
Мост автомагистрали I-35W через реку Миссисипи был построен в 1967 году в Миннеаполисе (штат Миннесота). Длина моста составляла 581 м и по нему проходило 8 полос федеральной автомагистрали I-35 (Миннесота).
1 августа 2007 года, в 18:05 по местному времени, в час пик мост обрушился. В результате 13 человек погибли, более 100 получили ранения. Обрушение было заснято камерой видеонаблюдения.
Во время обрушения на мосту находилось около 50 машин и несколько рабочих. В результате падения некоторые из машин загорелись. Несколько недель до момента обрушения на мосту велись дорожные работы.
На мосту также находился школьный автобус, но никто из детей серьёзно не пострадал. Один школьный работник получил серьёзные ранения, десять детей — незначительные травмы.
Расследование пришло к выводу, что причиной катастрофы стала конструктивная недоработка моста — так называемые фасонки (детали, соединяющие фермы моста) были изготовлены из металла недостаточной толщины и в определённый момент не выдержали нагрузки.
Через год на месте рухнувшего был выстроен новый мост.
- Рухнувший мост